# Protelsonia gjorgjevici
Protelsonia gjorgjevici is een pissebed uit de familie Stenasellidae. De wetenschappelijke naam van de soort is voor het eerst geldig gepubliceerd in 1924 door Racovitza.